# Quatuor Cambini-Paris

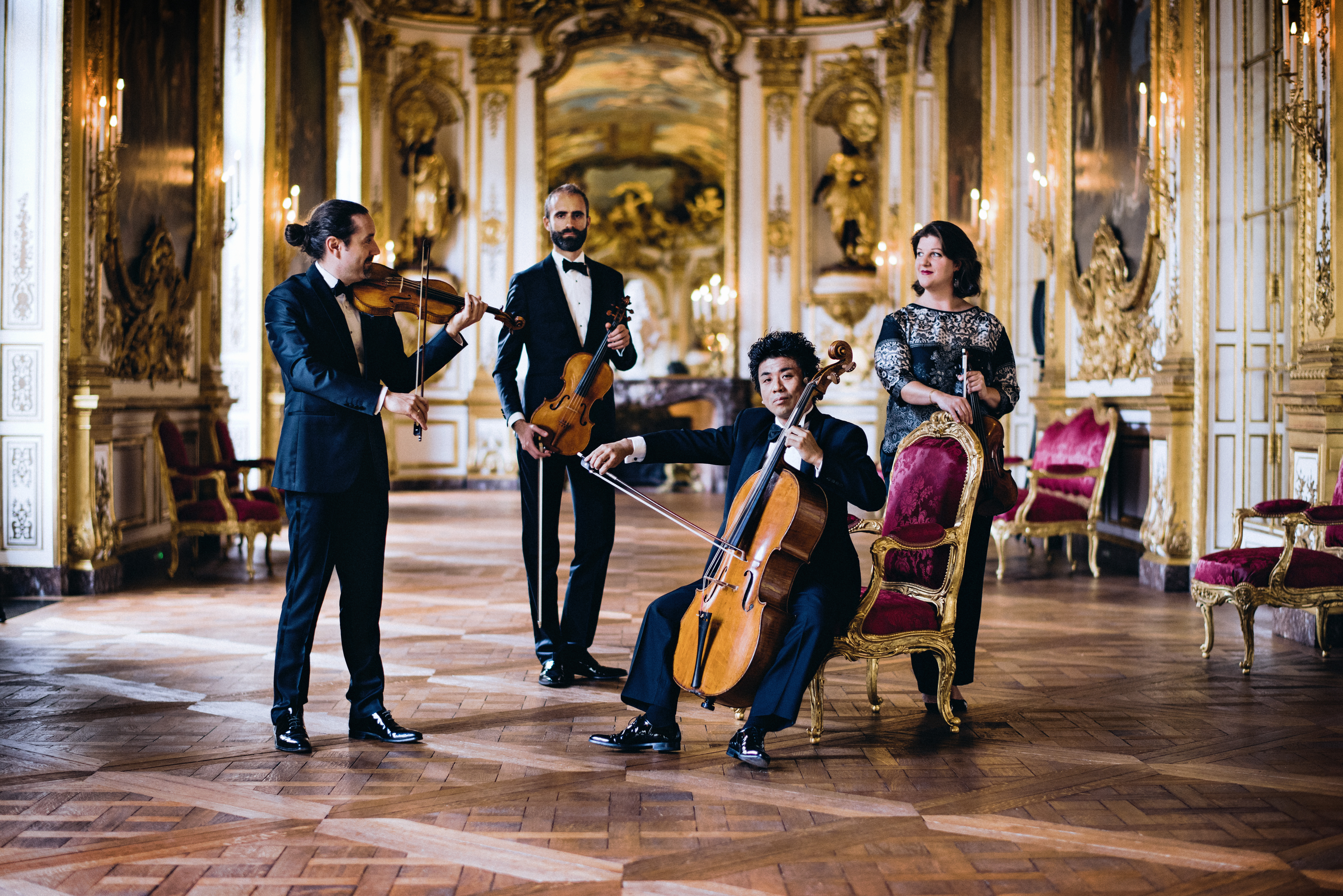
Quatuor Cambini-Paris

Le Quatuor Cambini-Paris est un quatuor à cordes français fondé à Paris en 2007, qui joue les répertoires classique et romantique sur instruments d’époque, avec des archets anciens et cordes en boyau.

## Histoire
Il s'attache, avec le Centre de musique romantique française basé à Venise, le Palazzetto Bru Zane, à faire redécouvrir des pans de la musique française de compositeurs oubliés ou méconnus tels que Hyacinthe Jadin, Théodore Gouvy ou Félicien David.
La formation interprète également les grandes œuvres du répertoire (Haydn, Mozart, Beethoven, Mendelssohn, etc.), toujours sur instruments d'époque et dans un esprit philologique.
Le nom du quatuor est une référence à Giuseppe Maria Cambini (1746-1825), violoniste et compositeur de plus de 155 quatuors à cordes.
En musique de chambre, le Quatuor Cambini-Paris se produit aux côtés de Nicolas Baldeyrou, Kristian Bezuidenhout, Nicola Boud, Christophe Coin, David Glidden, David Lively, Jérôme Pernoo, Jean-François Heisser et Alain Planès. 
Le Quatuor Cambini-Paris se produit en concert en France, en Europe et en Amérique du Nord dans des salles et des festivals tels que : la Frick Collection à New York, la Phillips Collection à Washington DC, la Salle Bourgie à Montréal, le Palazzetto Bru Zane à Venise, le Palais de Marbre à Saint-Pétersbourg, l’Opéra-Comique, les Auditoriums du Musée du Louvre et du Musée d'Orsay à Paris, le Château de Versailles (CMBV), le Théâtre de Caen, l’Arsenal de Metz, le Concertgebouw de Bruges, les Centres Amuz à Anvers et De Bijloke à Gand, les festivals de Deauville, Sablé-sur-Sarthe, L'Épau, Newbury et Saintes.
Depuis 2012, l'ensemble enregistre chez Naïve Records pour le label Ambroisie et, depuis 2018, sous le label Aparté.
À l’occasion du bi-centenaire de la naissance de Charles Gounod, le quatuor Cambini-Paris enregistre la première intégrale des quatuors à cordes (dont deux inédits) sur instruments d’époque.

## Route 68: Intégrale des quatuors de Haydn
Le Quatuor Cambini-Paris entame la quatrième saison de son intégrale des 68 quatuors de Joseph Haydn. Commenté par Clément Lebrun, chaque concert est non seulement un véritable voyage dans l'univers et l'époque du célèbre compositeur, cette route couvre toute l'étendue des différentes périodes de sa création, mais également une invitation sensorielle conçue pour susciter partage et échanges autour de la découverte de thèmes transversaux à l'interprétation de sa musique : les grandes avancées scientifiques à l'époque des Lumières, les modes vestimentaires du XVIIIe siècle, ou encore l'imprimerie musicale.
Les étapes 19-20 de la "Route 68" au Théâtre de Caen :
- 3 décembre 2019 : Déshabillez-moi avec Alain Blanchot[5], spécialiste des costumes du XVIIIe siècle[6]
- 11 mars 2020 : Quintes et Science avec Jean-Pierre Le Goff, mathématicien et historien des sciences et des techniques[7]
- 18 mai 2020 : Du graveur au musicien avec Julien Dubruque, éditeur au Centre de musique baroque de Versailles[8].

## Membres
- Julien Chauvin, violon
- Karine Crocquenoy, violon
- Pierre-Éric Nimylowycz, alto (Cécile Brossard jusqu'en 2010)
- Atsushi Sakaï, violoncelle

## Discographie
- 2007 : 200 ans de musique à Versailles - Louis XVI : les salons de Versailles au temps des lumières : Devienne, Vachon, Cambini et Boccherini - CD19 (Versailles septembre/octobre 2007, 21 CD Musique du Baroque Français MBF 1107) (OCLC 276172188)
- 2010 : Hyacinthe Jadin, Quatuors op. 1 no 1 en sib majeur, op. 3 nos 1 et 3 en ut majeur et en la mineur (Timpani) (OCLC 823227684)
- 2011 : Giuseppe Maria Cambini, livre 18 no 2 en sol mineur - 1788... et demi, bande originale du film d'Olivier Guignard en 2011 (Cristal Records)
- 2011 : Deux siècles de musique à Versailles, diffusé sur Arte en 2011 (Camera Lucida Productions 2008) (DVD Armide et Camera Vox Lucida) (OCLC 781806613)
- 2012 : Félicien David, Quatuors no 1 en fa mineur, no 2 en la majeur et no 4 en mi mineur (inachevé) (septembre 2010, Ambroisie-Naïve) (OCLC 811644203)
- 2014 : Théodore Gouvy, Quatuor en la mineur op. 56 no 2, en première mondiale (Collection Portraits, Palazzetto Bru Zane, livre-disque)  (ISBN 978-8-4939-6867-0) (OCLC 870340756)
- 2015 : Mozart, Quatuors dédiés à Haydn, no 14 KV.387, no 15 KV.421, no 16 KV.428, no 17 KV.458, no 18 KV.464, no 19 KV.465 (Ambroisie-Naïve)[9] (OCLC 907935836)
- 2018 : Charles Gounod, Intégrale des quatuors à cordes (avril 2018, 2 CD Aparté AP117) (OCLC 1036379034)
- 2019 : Chopin, Concertos pour piano et quintette à cordes avec David Lively et Thomas de Pierrefeu (avril 2019, Aparté AP204)